# Mohamed Diongue
Mohamed Diongue est un footballeur sénégalais né le 30 mars 1946 à Dakar et mort le 9 mai 2012 dans la région lilloise,.

## Biographie
Mohamed Diongue dit Doudou évolue aux Espoirs de Dakar lorsqu'il est sélectionné pour participer à la Coupe d'Afrique des nations de football 1968 avec l'équipe du Sénégal.